# Lars Vilks
Lars Vilks Endel Roger ( pronúncia; Helsingborg, 20 de junho de 1946 – Markaryd, 3 de outubro de 2021) foi um artista e debatedor sueco. Teve um doutorado em história da arte e foi professor na Academia das Artes de Bergen (Bergens Konstakademi) entre 1997 e 2003.

## Vida
Vilks foi conhecido publicamente em 1980 como o criador das esculturas de madeira Nimis e Arx, hoje situada na reserva natural Kullaberg, Höganäs, Escânia. Em 1996, a pequena área com as esculturas foi declarada por Vilks um Estado independente — uma micronação chamada Ladonia.

## Caricaturas de Maomé
Em 2007 Lars Vilks causou controvérsia internacional quando o jornal Nerikes Allehanda publicou algumas de suas caricaturas em que Maomé apareceu caracterizado como um cão vadio. A intenção original de Vilks era que os desenhos fossem expostos em uma feira de arte local, mas, por razões de segurança, ele foi impedido de as exibir, e nenhuma outra galeria de arte as aceitou. 
O jornal Nerikes Allehanda publicou as caricaturas como parte de um editorial sobre autocensura e liberdade religiosa. Foi esta publicação que levou a protestos de organizações muçulmanas na Suécia, bem como condenações de vários governos estrangeiros, incluindo Irão, Paquistão, Afeganistão, Egipto e Jordânia, bem como pela Organização para a Cooperação Islâmica (OIC), que também pediu que o governo sueco tomasse "ações punitivas" contra Vilks. Após esta controvérsia, Vilks foi forçado a viver sob proteção policial depois de ter recebido várias ameaças de morte, incluindo uma declaração do Estado Islâmico do Iraque, afiliado à Al-Qaeda, que ofereceu até US$ 150 mil pelo seu assassinato.
O artista veio a receber ameaças de morte, principalmente de grupos fundamentalistas islâmicos. Seu nome aparecia junto ao de  Stephane Charbonnier, (entretanto executado em 2015) diretor do Charlie Hebdo, na lista negra da Al Qaeda, em que os jihadistas colocaram todos os que crêem ter humilhado o Islã.
Tentativas têm sido insistentes. Em 2009, a polícia prendeu vários cidadãos norte-americanos que haviam planejado um complô para assassiná-lo com um plano perfeitamente orquestrado. Tanto que um dos presos, Colleen LaRose, tinha até criado uma rede para recrutar potenciais "sicários" determinados a matar o cartunista. A operação resultou em sete prisões.
Um ano mais tarde, o governo sueco decidiu colocar Vilks sob guarda e ele começou a viver quase em reclusão, mas que não foi suficiente para evitar novos ataques. Nesse mesmo ano, duas pessoas queimaram a casa onde o artista se refugiou no sul, um evento para o qual dois irmãos foram condenados a dois e três anos de prisão.
Em suas poucas aparições públicas, Vilks também sofreu assédio e ameaças. Também nesse ano, em palestras sobre a liberdade de expressão, da Universidade de Uppsala, foi agredido por vários manifestantes muçulmanos. O cartunista foi agredido por um homem sentado na primeira fila da sala de audiências.
Em 2011, outras três pessoas, dois suecos e um somali, foram detidos em Gotemburgo por conspirar para assassiná-lo durante a Bienal de Gotemburgo.
Em 14 de fevereiro de 2015 escapou ileso a um atentado durante um debate sobre islamismo e liberdade de expressão em Copenhaga.

## Morte
Vilks morreu em 3 de outubro de 2021 em um acidente de trânsito na proximidade de Markaryd.

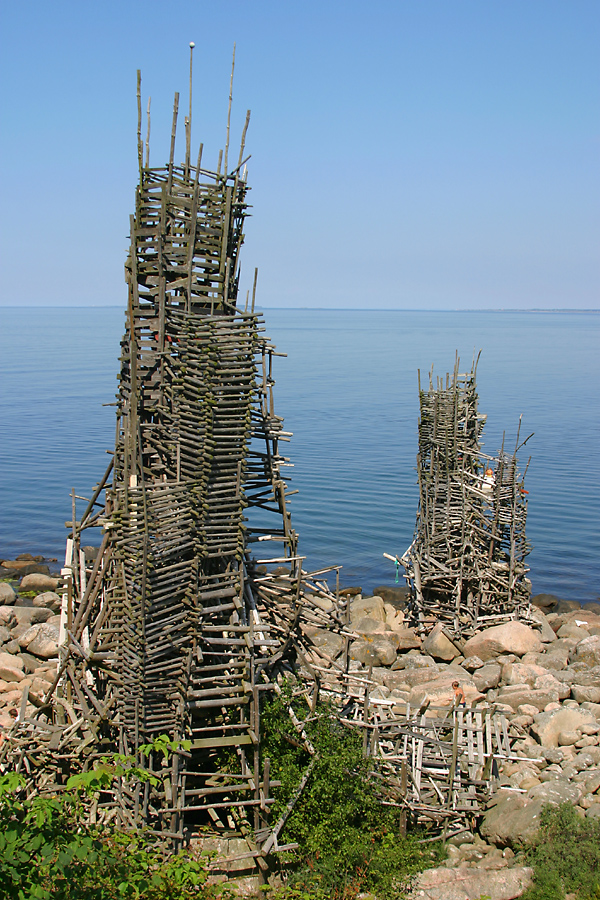
Nimis, em Kullaberg
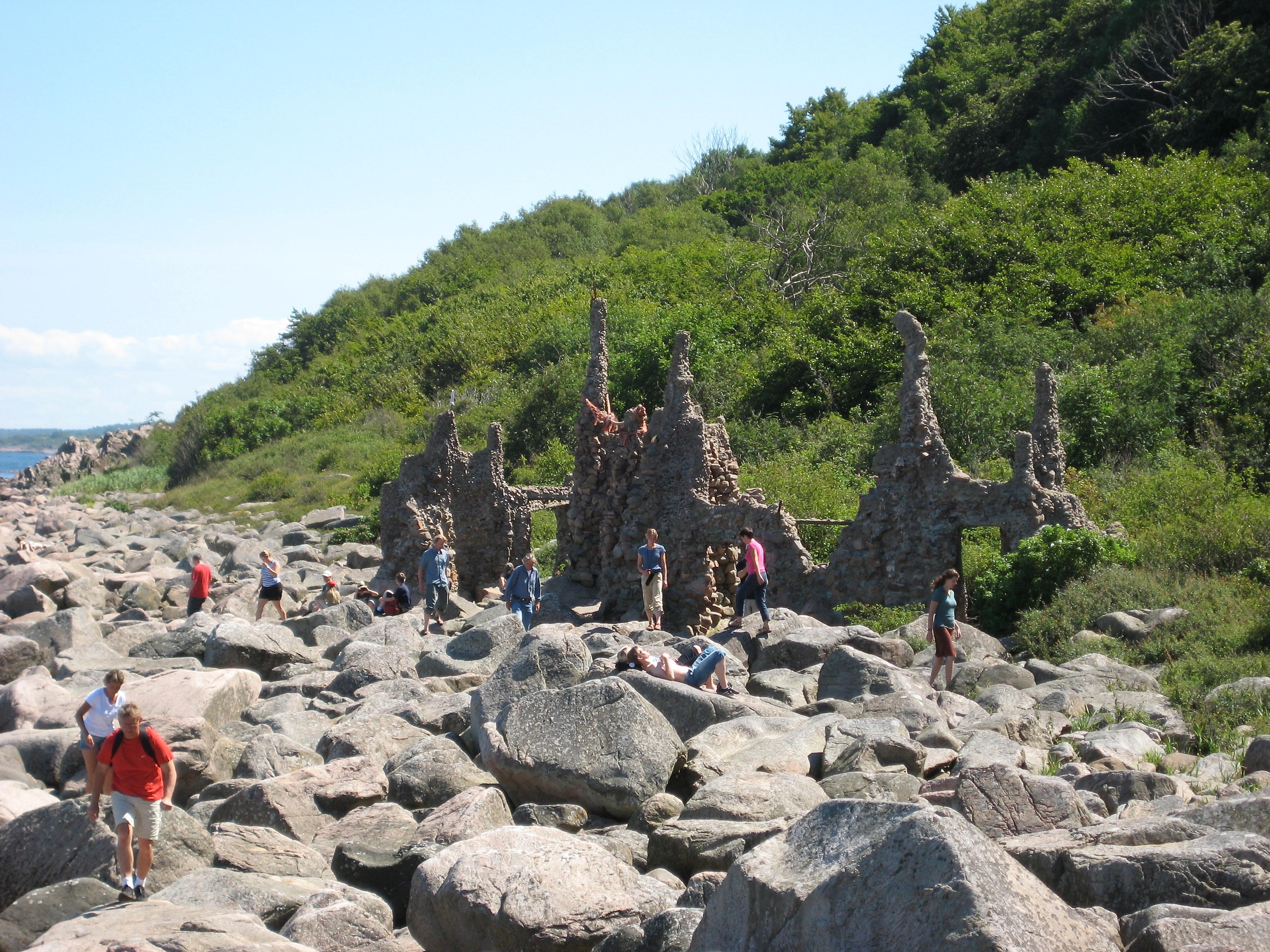
Arx, na micronação Ladonia em Kullaberg